# Anuj
Anuj (rusky Ануй) je řeka v Altajském kraji v Rusku. Včetně své zdrojnice Bílého Anuje je 327 km dlouhá. Povodí má rozlohu 6930 km².

## Průběh toku
Vzniká soutokem řek Bílý Anuj a Černý Anuj. Na horním toku protéká mezi Anujským a Baščelackým hřbetem. Je to levý přítok Obu.

## Vodní režim
Zdroj vody je sněhový a dešťový. Průměrný roční průtok vody činí přibližně 250 m³/s. Zamrzá v listopadu a rozmrzá v dubnu.